# Campeonato Asiático de Handebol Masculino de 1993
O Campeonato Asiático de Handebol Masculino de 1993 (1993 البطولة الآسيوية لكرة اليد للرجال (em árabe)) foi a décima primeira edição do principal campeonato de andebol (português europeu) ou handebol (português brasileiro) masculino do continente asiático. O Barém foi o país sede e os jogos ocorreram na cidade de Manama.
A Coreia do Sul foi campeã pela quinta vez, com o Kuwait segundo e o Japão terceiro.